# 天池镇 (华蓥市)
天池镇，是中华人民共和国四川省广安市华蓥市下辖的一个乡镇级行政单位。

## 行政区划
天池镇下辖以下地区：
华光社区、绿水洞社区、伍家坳村、码头村、王家坝村、老屋嘴村、像和村和人和村。